# Васильев, Всеволод Викторович
Всеволод Викторович Васильев (укр. Всеволод Вікторович Васильєв; 28 февраля 1935 — 5 июля 2021) — советский и украинский учёный в области электроники и моделирования, доктор технических наук (1972), профессор (1974), член-корреспондент Академии наук УССР (АН УССР, 1982).
Научные исследования учёного касаются синтеза электронных сетей с заданными свойствами, создания электронных моделей оптимизации, управления энергетическими сетями. Автор многих научных трудов и изобретений.

## Биография
Родился 28 февраля 1935 года в Воронеже.
В 1953 окончил таганрогскую среднюю школу № 2 им. А. П. Чехова (ныне Гимназия № 2 имени А. П. Чехова); в 1958 году окончил Таганрогский радиотехнический институт (ТРТИ, ныне Инженерно-технологическая академия ЮФУ) и был направлен на работу в Киевский институт гражданского воздушного флота (ныне Национальный авиационный университет).
В 1959—1971 годах работал в Институте кибернетики Академии наук Украинской ССР: с 1963 года — старший научный сотрудник и с того же года — кандидат технических наук, с 1966 года — заведующий отделом моделирования задач оптимального планирования. В 1972 году в Киевском институте ГВФ защитил докторскую диссертацию на тему «Методы построения специализированных математических машин для решения некоторых задач исследования операции».
В 1971—1981 годах заведующий отделом синтеза моделирующих цепей в Институте электродинамики АН УССР. С 1981 года  работал в Институте проблем моделирования в энергетике АН УССР (НАНУ), с 1988 года руководитель отдела гибридного моделирования и управляющих систем в энергетике, по совместительству с 2000 года заведовал кафедрой электротехники и светотехники Национального авиационного университета. В настоящее время — профессор Отделения гибридных моделирующих и управляющих систем в энергетике.
Заслуженный деятель науки УССР (1985), лауреат Премии им. С. Лебедева Академии наук УССР (1988, за работу «Методы и средства моделирования комбинаторных и оптимизационных задач на графах с применением в организации параллельных вычислительных процессов»). В 2003 году награждён орденом «За Заслуги» III степени.